# گوتیه ۵۴۴۴
سیارک ۵۴۴۴ (به انگلیسی: 5444 Gautier، نامگذاری:1991PM8) پنج هزار و چهارصد و چهل و چهارمین سیارک کشف شده‌است که در ۵ اوت ۱۹۹۱ کشف شد.
قدر مطلق سیارک برابر ۱۳٫۵۰ است.